# サーブ・99
サーブ・99はスウェーデンの航空機メーカー・サーブの自動車部門（現サーブ・オートモービル）が1968年から1984年まで製造、販売していた中型乗用車。航空機の設計思想を取り入れた個性的なデザイン、高度な耐寒性・安全性で1970年代のサーブの堅実な成長を支え、対米輸出(特に東海岸)においても成功を収めた。また、ターボチャージャーを実用車に採用した先駆的存在でもある。

## 概要
開発は96までのサーブ各車を手がけたシクステン・セゾンの手によって1965年にスタート、翌々年の1967年11月に生産型が正式発表され、翌1968年秋に市販開始された。当初は2ドアセダンのみ。
99の開発は秘密裏に行われ、1966年に後述の新しいパワートレインのテスト用として、96のボディを縦方向に切断し20cm全幅を広げた最初のプロトタイプであるサーブ・パダン(英語ではトードとも表記)が製作されたが、程なく後の99となる新しいボディの設計が終わった為、パダンでのテストはごく短期間で終了した。99の直接の母体となった新ボディも、公道テストの際のジャーナリストの取材を欺く目的で、既存のサーブ車のエンブレム(オーナメント)の文字を集めてDaihatsuの文字を作成し、サーブの新型車ではなく、研究の為に輸入したダイハツ車であるとする偽装工作まで行われた。実際にプロトタイプ車両のボンネットに対してDaihatsuの文字エンブレムが貼付された「SAAB・ダイハツ」という通称の99が製作されており、前述のパダン共々、トロルヘッタンのサーブの博物館に展示されている。
こうしたプロトタイプでテストが重ねられた99のエンジンは、従来のサーブに用いられてきた2ストローク3気筒やフォード・タウヌス12M用のV型4気筒では今後の排気ガス規制をクリアできないことが予想されたため、英国トライアンフ製の1,750cc直列4気筒が採用された。トライアンフもこのエンジンでドロマイトという4ドアスポーツサルーンを1970年代に量産、更に同じエンジン2基をV型につなぎ、スタッグという2ドア・スペシャリティーカーまで開発・生産している。
このエンジンは当時としてはまだ珍しい電動ファンを備え、サーブ専用のゼニス・ストロンバーグ製のキャブレターでチューンされていた。1972年以降はサーブ自製エンジンに切り替えられ、その後1,984ccまでの排気量拡大、ターボチャージャー装着、さらに900の時代になるとDOHC16バルブ化、ガソリンのオクタン価に合わせてエンジンを自動制御するAPCシステム導入など、数々の改良が行われた。後にグローバルスタンダードとなる三元触媒による排気ガス規制対策が最初に行われたのもこのユニットであった。
ボディは、96までの強烈な個性こそないものの、ボンネットの見切り線やルーフラインが前年に発売された日本のスバル・1000にも似たスタイルで、CD値0.37と当時としては空力特性も良好であった。そして、ホイールアーチの上まで回りこんだ前ヒンジの巨大なボンネット、大きく左右に回り込んだ上下に薄く、傾斜角の浅い、軽飛行機のようなウインドスクリーン、ほとんどフラットなサイドシルとそれを可能にするボディ下端まで切り込まれたドアなどが、99に同時代の他車から抜きん出た強い個性を与えていた。しかも、一見特異に見えるこれらの設計は良好な整備性、良好な運転視界、乗降性の高さをもたらしており、決して奇をてらうためのものではなかった。また、マニュアルトランスミッション車ではリバースギア，オートマチックトランスミッション車ではPレンジに入れないと、シフトレバー根元に位置するイグニッションキーを抜くことができない仕様だった。これは、凍結した坂道で駐車中の車が動き出すことが無いようにとの配慮であった。一方、強固なサイドシルがないことは、後継の900の時代になると、エンジン・サスペンション・タイヤ等の進化もあって、ライバルに対するボディ剛性の不足というマイナス面として顕在化することになった。
サーブの伝統に従い、初期モデルは雪道での安全性の確保と燃費の向上のためのフリーホイール機構を備えていた。また、当初よりサーボ付き四輪ディスクブレーキを装備していた。

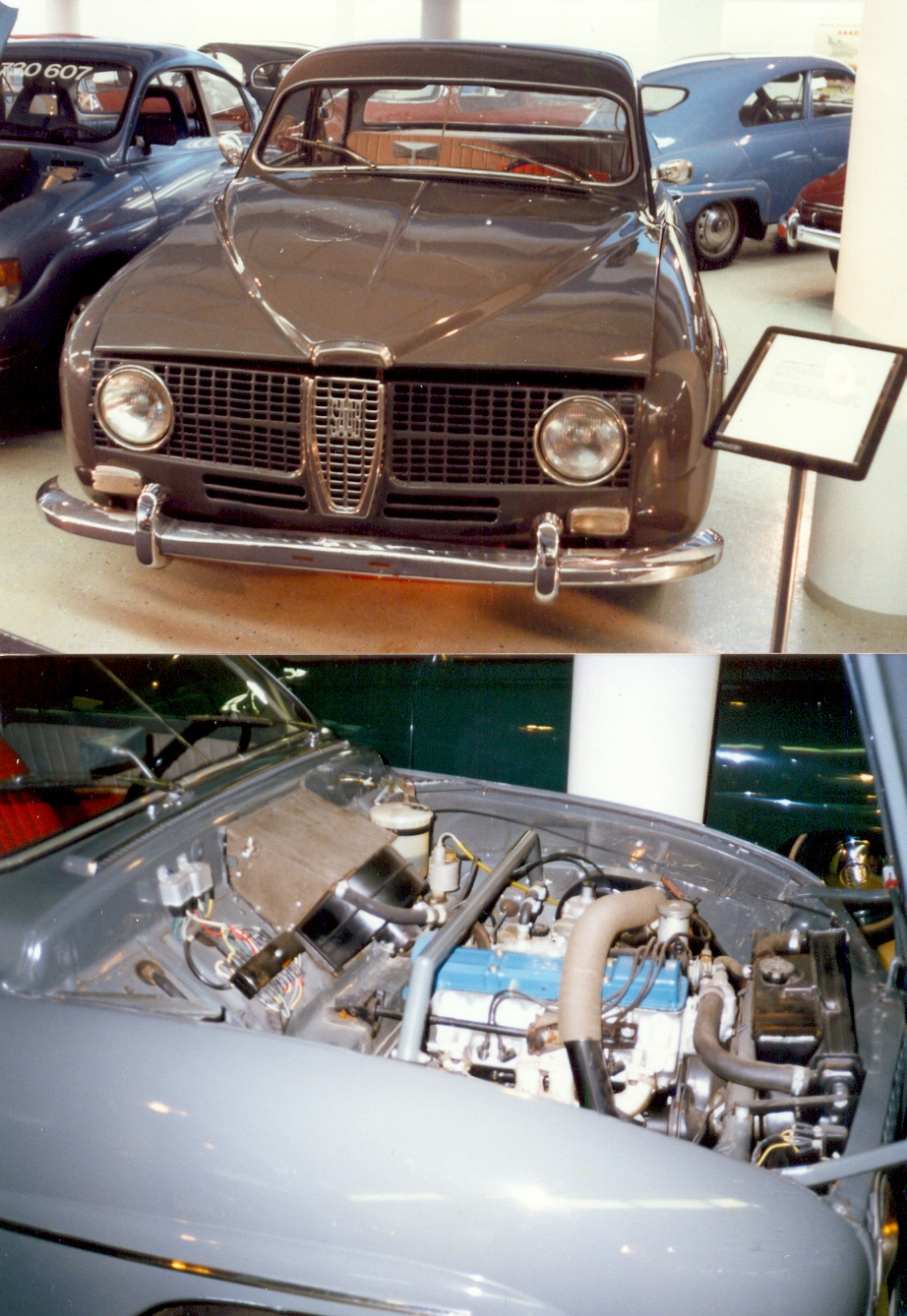
パダン
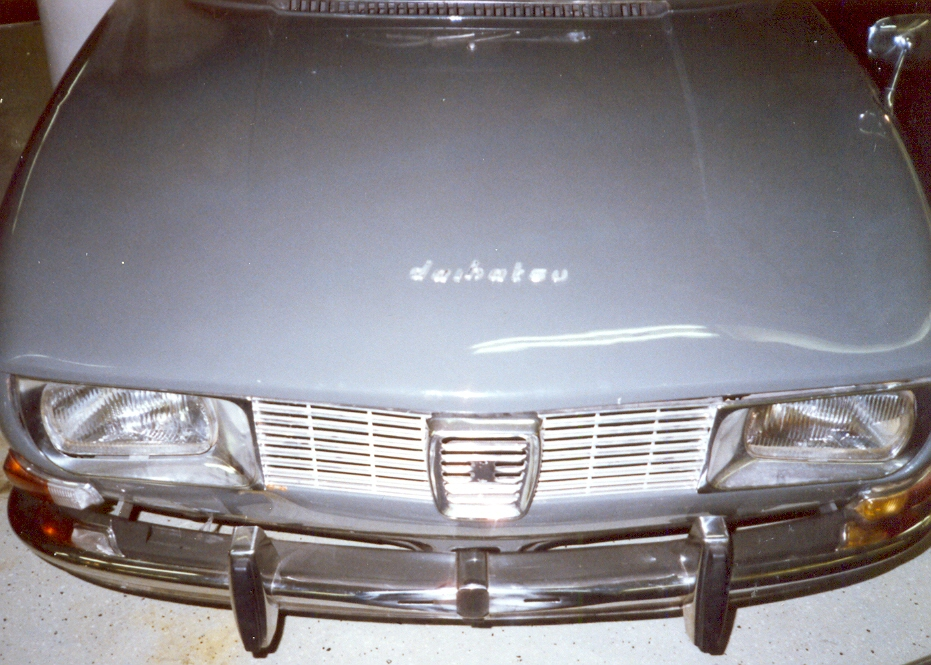
99のプロトタイプには、Daihatsuの文字を貼付して秘密裏にテストが重ねられた。
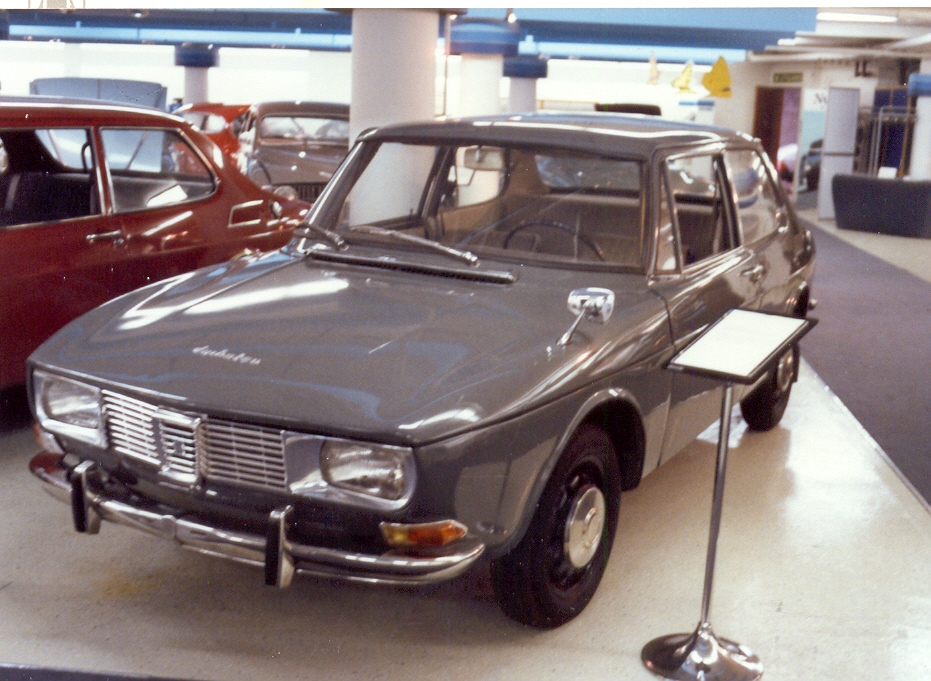
「SAAB・ダイハツ」として展示されている99のプロトタイプ。

## 歴史

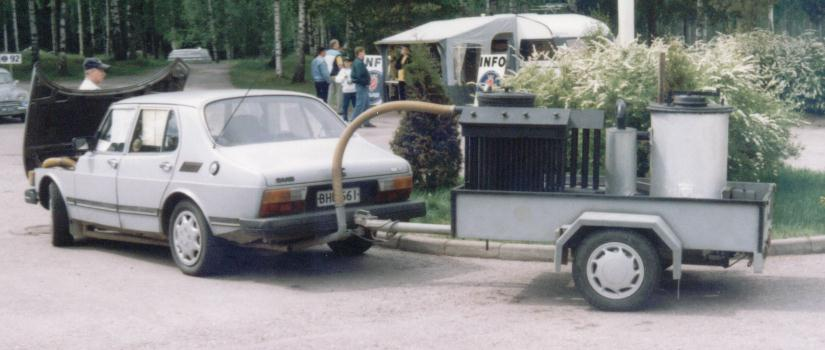
木炭自動車に改造されたサーブ・99

16年という長いモデルライフの間、99には絶えず改良が重ねられた。1970年にはダッシュボードが一新され、アメリカ市場を意識したAT車（BW製3速）やインジェクション仕様が追加され、キャブレター仕様の86馬力から95馬力にパワーアップした。また、サーブ初の4ドアモデルも登場した。
1971年にはヘッドライトワイパーが装備され、キャブレター仕様88馬力とインジェクション仕様97馬力の1,850ccモデルが登場した。
1972年には1,750ccエンジンが廃止された。外観では5マイルバンパーが装備されたが、これは米国の安全基準に先駆けたものであり、デザイン的にも不自然さのない優れたもので、規制のない欧州仕様でも標準装備となった。運転席シートヒーターも採用された。また、スポーティーグレードとして2ドアモデルのみにEMS (Electronic-Manual-Special)グレードが登場した。固められたサスペンションとサーブ自製の1,984ccボッシュDジェトロニックインジェクション110馬力エンジンを備え、最高速170km/hを誇った。
1973年には1,850ccエンジンが廉価版99L専用とされ、他はすべて1,984ccとなった。フロントグリルも前年のEMSを追って全車種ともブラックになった。
1974年には3ドアハッチバックがコンビ・クーペという名称で追加された。米国ではワゴンバックと呼ばれたこのモデルのテールは伸ばされ、全長がセダンより10cm長くなった。後に、このコンビクーペの後部デザインは後継車900に流用されることになる。
1975年には前輪ディスクローター内の専用ドラムを用いていた駐車ブレーキが直接主ブレーキに作動する方式に改められ、燃料タンクも45リッターから55リッターに拡大された。エンジンは1,984ccのみとなり、キャブレター100馬力、ボッシュKジェトロニック118馬力となった。
1976年にはパワーステアリングやアームレスト付きリアシートを装備したトップモデル、99GLEが追加された。また、5ドアのコンビ・クーペが追加された。
1977年には欧州仕様車のヘッドライト（対米仕様はデビュー以来丸型4灯式）と、テールライトが大型化された。
1978年には99ターボが3ドアコンビ・クーペ専用モデルとして登場した。1,984ccエンジンの最高出力はギャレット・エアリサーチ製の小径ターボで145馬力に強化され、最高速度は200km/hに達した。性能と燃費の両立を見据えたターボチャージャーの実用車への応用としては最初の例で、安全対策や装備充実による重量増加と公害対策による特に対米仕様車のエンジン出力低下がもたらした動力性能低下を解決するために、新エンジンを開発する余力のないサーブが選んだ窮余の策であった。しかしターボ仕様エンジンの完成度は高く、「60km/hから160km/hまでの速度域で、あらゆる5人乗り乗用車と同等の速さを示した」（豪Wheels誌1978年7月号）などと、当時の専門誌はその出来栄えを賞賛している。
1979年には4ドア・2ドアモデルも追加されたが、この年、ますます強化される米国安全基準に対応すべくボディ前後が延長された後継モデル900が登場したため、99は1980年モデルを最後に米国市場から撤退し、欧州市場専用の廉価モデルとなった。
その後、99の前半部と900の後半部をドッキングさせた90の登場に伴い、1984年をもって99の生産は終了した。総生産台数は58万8643台。なお、90は1987年、900（初代）は1993年まで生産されたため、99の基本設計は実に25年間使われ続けたことになる。

## 日本市場におけるサーブ・99
日本には1970年秋の東京モーターショーで初公開され、西武自動車販売の手で輸入されたが、当初の輸入台数は年間十数台程度の微々たるものであった。自動車専門誌カーグラフィックは1971年2ドア、1973年4ドア2.0L、1974年EMSと毎年のようにロードインプレッションに99を採り上げたが、2.0L以外は雪道での記述が中心で、雪国向けの特殊な車種の紹介という色彩が強かった。
1977年排ガス規制強化によりサーブは日本市場から一時撤退、1978年に51年規制をクリアした99GLEコンビ・クーペで再登場した。パワーステアリング・AT付きのこのモデルは日本市場に比較的適しており、当時著名だった随筆家松山猛が愛用するなどインテリ層の支持を集め、徐々に販売台数も上向きはじめたが、1980年には米国市場のモデル交代に合わせ900ターボ3ドア、GLE5ドアにバトンタッチすることになった。輸入モデルは全て丸型4灯式ヘッドライト、左ハンドルの対米仕様車ベースで、1974年頃のモデルの場合、運転席シートベルトを締めないとエンジンが始動できないというシステムまで組み込まれていた。

## ラリー競技

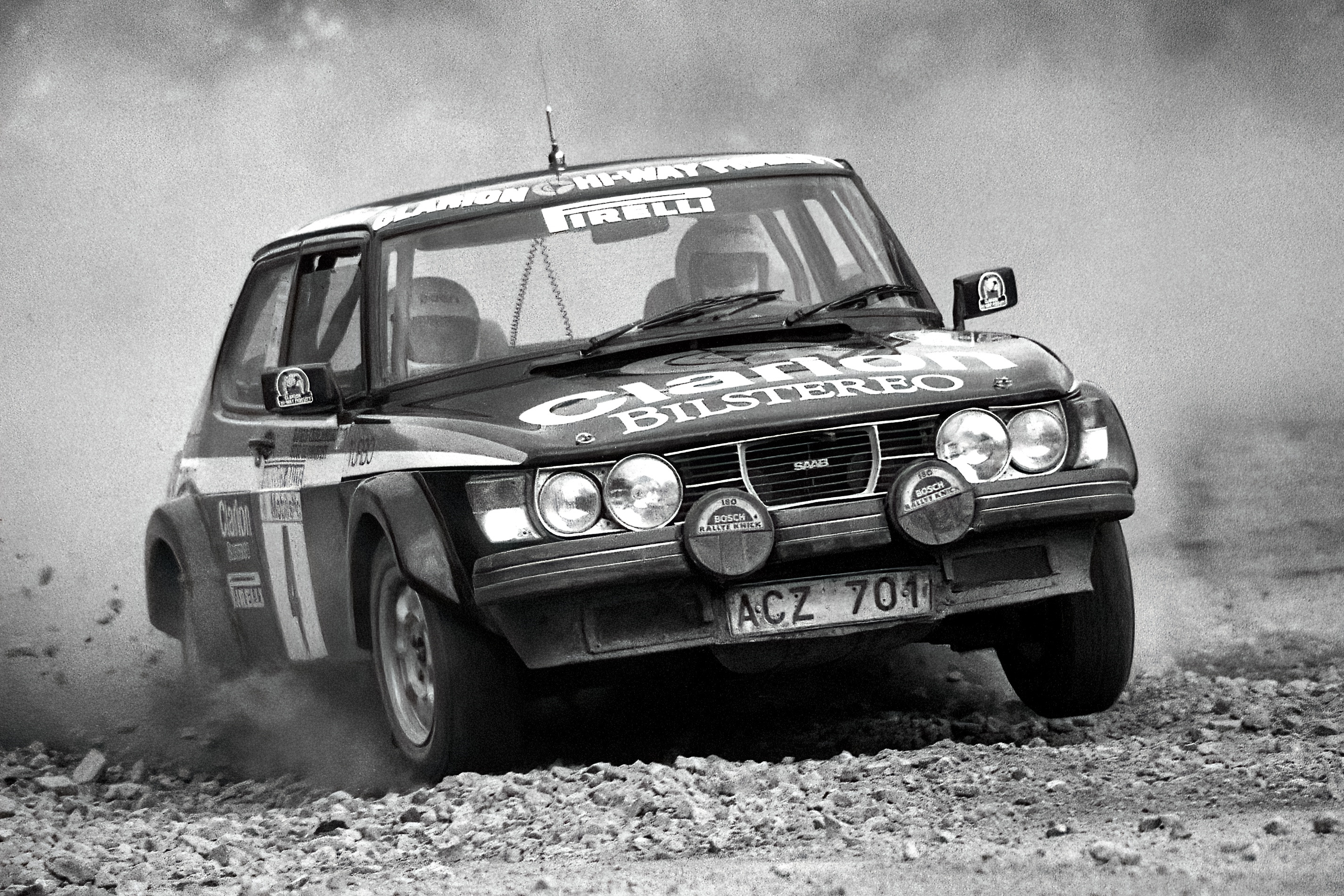
スティグ・ブロンクビストの駆る99ターボ(1980年)

ラリー競技ではスティグ・ブロンクビストが以前のWRCによる96での活躍から、1977年99EMSで地元スウェディッシュ・ラリーで優勝、1979年は99ターボで同ラリー優勝、更に1980年のスウェーデンラリークロス選手権でもティモ・サロネンらと競り合い優勝している。